# 中達金融集團
中達金融集團有限公司，簡稱中達金融集團（英語：Central Wealth Financial Group Limited，港交所：0572），前身中國包裝集團有限公司和中國富佑集團有限公司，主席蕭潤發，主要業務當時是在中國內地經營生產和銷售馬口鐵罐包裝等，其後現為經營貿易業務及相關服務，及財務業務 (包括證券買賣及放債業務)。
中國包裝集團前身為1994年由楊宗旺在福建創立的「福建福旺金属制品有限公司」。2002年，福建福旺金属制品有限公司在山西省設立汾阳分公司，後來分公司改組為「山西展鵬金屬製品有限公司」。2003年7月2日於港交所主板上市，名稱為「展鴻控股有限公司」，招股價為1.23港元，配售新股為9980萬股，集資額為1.3億港元。
當時為「基金愛股」之一，最後因為財務、營運，和實質業務有更多不符合，根據2011年年報資料，在2009年4月28日被港交所勒令停牌，已先後被德意志銀行和星展銀行 (香港)勒令申請臨時清盤令，到了2011年11月1日，被Integrated Asset Management (Asia) Limited及Business Giant Limited進行債務重組通過後，撤銷臨時清盤令，2011年11月4日復牌。
2012年冬天，何健宏的私人企業「得勝亞洲有限公司」以0.1213港元收購該公司59.00%股權，總代價為81,271,000港元。
2013年7月26日，廣東物資集團公司旗下廣東物資集團（香港）有限公司，計劃向主要股東何健宏收購該公司股權。